# Gobierno regional de Primorye Zemstvo
Gobierno regional de Primorye Zemstvo fue un gobierno local que existio en la parte oriental de Rusia durante la guerra civil entre 31 de enero de 1920 y 28 de octubre de 1920.

## La idea de un estado tapón

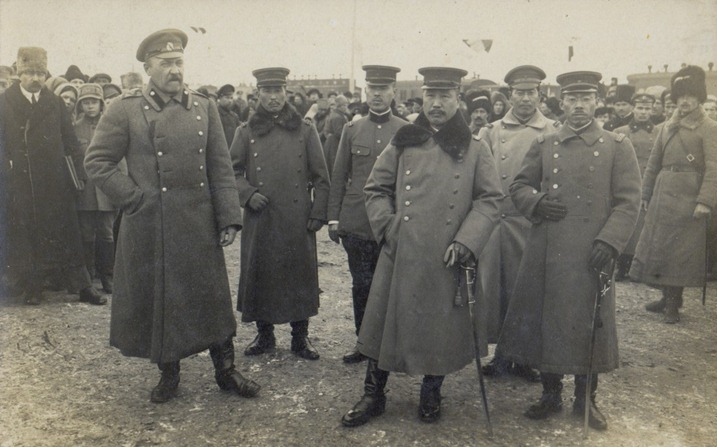
Teniente General Rozanov con oficiales japoneses.

En 1919, el Ejército Blanco en Siberia occidental fue derrotado por el ejército rojo. Ahora la principal amenaza para el joven Estado soviético estaba en Europa (Polonia). El Lejano Oriente ruso fue ocupado por las fuerzas de diferentes países extranjeros (principalmente Japón). El Comité Central del Partido Comunista Ruso (bolcheviques) (RCP(b)) emitió una orden "para encontrar una manera de resolver la complicada cuestión de Siberia Oriental, tratando de evitar un conflicto militar con Japón". A finales de diciembre, el Centro Político liderado por el Partido Social Revolucionario había derrocado a Aleksandr Kolchak en Irkutsk. Durante las negociaciones con el Consejo Militar de la Revolución del 5.º Ejército Rojo en enero de 1920, el Centro Político ofreció organizar una república tapón en la región del Lejano Oriente con Irkutsk como capital. Alexander Krasnoshchyokov, representante del Comité de la Revolución de Irkutsk, ofreció una idea similar. El gobierno soviético rechazó el intento del Centro Político de liderar la creación de tal estado tapón, pero la idea en sí fue aprobada.
En ese momento, Vladivostok, la capital del Territorio Marítimo, estaba gobernada por el general Serguéi Rozanov, quien estaba subordinado al almirante Kolchak. A principios de enero de 1920, una conferencia clandestina de bolcheviques en Vladivostok decidió organizar un levantamiento contra Rozanov con el lema "¡Todo el poder para los soviets!". A mediados de enero, un fuerte grupo de comerciantes cooperativistas y miembros de Zemstvo se organizaron en Vladivostok para oponerse a la dictadura de Rozanov. Los bolcheviques en Vladivostok se dieron cuenta de que establecer un régimen soviético en el Territorio Marítimo podría retrasar la evacuación de las tropas extranjeras y las tropas japonesas podrían luchar contra los rebeldes, y decidieron transferir el poder a la Junta de Zemstvo después de derrocar a la dictadura de Rozanov. El 26 de enero, las organizaciones de la revolución militar crearon un Estado Mayor de la Operación Revolución Unida, dirigido por bolcheviques. Se decidió iniciar el levantamiento el 31 de enero.

## Levantamiento de Vladivostok
Al mismo tiempo, las autoridades blancas se habían enterado del estado de ánimo revolucionario en el Batallón Jager y habían decidido desarmarlo, pero los soldados arrestaron a los oficiales y crearon un Comité de Batallón. El general Rozanov luego contrató a Gardes de la Marine y Junkers para reprimir el motín. El 26 de enero, después de una feroz batalla, los Guardias Blancos lograron rodear al Batallón Jager, desarmarlo y enviarlo a la Isla Russky, pero esto no pudo evitar los siguientes hechos. En la noche del 31 de enero, comenzó el Levantamiento de Vladivostok y, al mediodía, los rebeldes capturaron toda la ciudad. Las tropas extranjeras tuvieron que mantener la neutralidad, pero ayudaron a Rozanov a huir y escapar a Japón.
El Gobierno regional de Primorye Zemstvo se fijó como objetivos:
- Liberar a los presos políticos
- Destruir los restos de la dictadura de Kolchak
- Restablecer las libertades sociales y políticas.
- Organizar un control público sobre el comercio y la industria.
- Organizar el abastecimiento y comercio de alimentos.
- Eliminar las tropas extranjeras

Los bolcheviques organizaron una conferencia del partido a principios de febrero y decidieron apoyar al Gobierno regional de Primorye Zemstvo, con la condición de mantener una influencia bolchevique significativa en él (especialmente en las secciones militar y organizadora).
Para la organización del estado tapón, el Comité Central del PCR(b) creó el 3 de marzo el Dal'biuro (en ruso: Дальбюро , una abreviatura de "Даль невосточное бюро" - "Oficina para el Lejano Oriente"). IGKushnarev, SGLazo y PMNikiforov se convirtieron en los miembros de Dal'biuro de Vladivostok. Pero los miembros del Dal'biuro tenían opiniones diferentes sobre la creación del estado tapón: por ejemplo, en Vladivostok, Kushnarev apoyó una idea de estado tapón, pero Lazo estaba en contra. A mediados de marzo de 1920, un representante del Comité Revolucionario de Siberia, VDVilenskij, llegó a Vladivostok con las directivas del partido sobre la creación del estado tapón. Entre el 16 y el 19 de marzo, durante la Conferencia Territorial del Partido en Nikolsk-Ussuriysky, Lazo contradijo a Vilenskij. Lazo dijo: “Aquí no tenemos que organizar el colchón democrático. Si el centro desea que organicemos un amortiguador, será un amortiguador soviético". Los miembros de la Conferencia apoyaron a Lazo. Los representantes del Centro tuvieron que transigir entre la voluntad del pueblo y la necesidad estratégica.
Para detener la sovietización espontánea del Territorio Marítimo, el Comité de la Revolución Siberiana envió un mensaje (transferido por Kushnarev, quien regresó de Moscú): "Hay un proceso de organización de un gobierno en Verkhneudinsk; Alexander Krasnoshchyokov es nuestro representante allí. Todos los gobiernos del Lejano Oriente deberían coordinar sus movimientos y organizarse de manera similar al gobierno de Transbaikal". En esta situación, Dal'biuro decidió el 29 de marzo detener la sovietización del Territorio Marítimo y ofrecer a la Administración Regional Zemstvo ampliar su autoridad mediante una ley especial sobre todo el Lejano Oriente ruso. El 31 de marzo, el Zemstvo emitió tal declaración y organizó una elección para una Asamblea Popular sobre la base del sufragio universal, igual y directo mediante voto secreto. Esta asamblea popular de Primorye eligió el Consejo de Ministros encabezado por AS Medvedev del PSR. También se conservó el Gobierno de la Administración Zemsko.

## República del Lejano Oriente y Gobierno regional de Primorye Zemstvo
El 6 de abril de 1920 una Asamblea de trabajadores de la Región Transbaikalia Occidental proclamó en la ciudad de Ulán-Udé la creación de la República del Lejano Oriente. La "Declaración de creación de una República del Lejano Oriente independiente" se fijó como propósito unir a todo el Lejano Oriente ruso. Por eso se hacían dos candidatos para la posición de su capital: Vladivostok y Verkhneudinsk. El Óblast de Amur, con su gobierno prosoviético, reconoció a Verkhneudinsk, pero las afueras del este de Rusia querían negociar con Vladivostok. Grigory Semyonov, jefe de las afueras del este de Rusia, y NPPumpianskij, representante del gobierno del Territorio Marítimo, se reunieron en la estación de tren de Manzhouli, pero no pudieron ponerse de acuerdo sobre la unificación.
Las instrucciones del Comité de la Revolución Siberiana no fueron demasiado estrictas, y los bolcheviques de Vladivostok utilizaron esta situación para apoyar la idea de hacer de Vladivostok la capital de la República del Lejano Oriente. Esta situación fue favorable para Semyonov, porque el Consejo Popular del Territorio Marítimo negoció con el gobierno de Semyonov de igual a igual.
El 13 de agosto de 1920, el Buró Político del Comité Central del PCR(b) aprobó "Las Breves Tesis sobre la República del Lejano Oriente". Después de leerlo, los representantes de Vladivostok en Verkhneudinsk firmaron un acuerdo preliminar con el gobierno de la República del Lejano Oriente, reconociendo a Verkhneudinsk como su capital.
El 24 de agosto de 1920, en la estación de tren de Khadabulak, Grigory Semyonov y representantes del Consejo Popular del Territorio Marítimo firmaron un acuerdo sobre la unificación del Territorio Marítimo y el Territorio Transbaikal. 
En octubre de 1920, Chita (capital de las afueras del este de Rusia) fue capturada por el ejército. En la Conferencia de Chita (del 28 de octubre al 11 de noviembre) tres gobiernos locales (el Gobierno de Transbaikal, el Gobierno de Amur y el Gobierno Marítimo, que también gobernaron las penínsulas de Kamchatka y Chukotka) se unieron en la República unida del Lejano Oriente.
Se crearía un nuevo Gobierno Provisional de Priamurye entre el 27 de mayo de 1921 y el 25 de octubre de 1922 en el Territorio Marítimo tras un golpe de Estado de las fuerzas blancas apoyadas por el ejército japonés.